# Spincourt
Spincourt è un comune francese di 840 abitanti situato nel dipartimento della Mosa nella regione del Grand Est.
Dal 1º marzo 1973 ha assorbito i vicini comuni di Haucourt-la-Rigole, Houdelaucourt-sur-Othain, Ollières e Réchicourt.

## Società

### Evoluzione demografica
Abitanti censiti